# Pyrinia punctilinea
Pyrinia punctilinea är en fjärilsart som beskrevs av William Schaus 1913. Pyrinia punctilinea ingår i släktet Pyrinia och familjen mätare. Inga underarter finns listade.